# Hades (gruppo musicale)
Gli Hades sono un gruppo musicale thrash metal statunitense formatosi a Paramus, nel New Jersey, nel 1978.

Inizialmente adottarono uno stile speed metal per poi orientarsi verso il thrash tecnico dei primi due album, in seguito s'indirizzarono invece verso il groove metal.

## Storia del gruppo

### 1978-1989
La band venne fondata dal chitarrista Dan Lorenzo che impiegò più di tre anni alla ricerca di una formazione definitiva.
Nel 1982 uscì il primo singolo intitolato Deliver Us from Evil che venne registrato col cantante Paul Smith, il batterista Tom Coombs, e Joe Casili che, insieme a Lorenzo, si occupò sia delle parti di chitarra che di basso, sebbene Anthony Vitti venne accreditato come il bassista.
Vitti fu presto sostituito da Lou Ciarlo (in seguito negli Attacker) e con lui incisero le canzoni Rogues March, Gloomy Sunday e Easy Way Out; le prime due vennero pubblicate sullo split album Born to Metalize edito dalla Megaforce Records nel 1984, mentre la terza apparve sulla compilation Metal Massacre VI della Metal Blade.
Successivamente vi fu l'ingresso di tre nuovi membri: Scott LePage sostituì Joe Casili, Jimmy Schulman divenne il nuovo bassista ed arrivò il cantante Alan Tecchio. Con questa formazione registrarono il singolo The Cross uscito nel 1985 e due anni dopo pubblicarono l'album in studio intitolato Resisting Success.
Poco dopo l'uscita di questo primo full-length Ed Fuhrman sostituì LePage per la realizzazione del disco If at First You Don't Succeed... che venne reso disponibile nel 1988. Questi due primi album in seguito assunsero lo status di classici dello speed metal.
In seguito al tour del 1989 la band si sciolse e Tecchio si unì ai Watchtower, mentre Lorenzo creò i Non-Fiction.

### 1991 e 1994
Nel 1991 si esibirono in una performance dal vivo al Newark's Studio One che venne registrata e pubblicata come Live on Location.

Tre anni dopo si riformarono esclusivamente per la realizzazione dell'album Exist to Resist che uscì però nel 1995. Il disco contiene anche materiale registrato nel 1989 e vede il ritorno di Scott LePage questa volta in veste di bassista.

### 1998-2002
Nel 1998 tornarono ufficialmente in attività con la pubblicazione della raccolta The Lost Fox Studio Sessions (contenente vecchi demo) e con l'innesto del batterista Dave Lescinsky. Durante l'estate incisero l'album $avior$elf edito il gennaio seguente dalla Metal Blade, l'etichetta discografica che pubblicò anche i due lavori successivi.

Nel 2000 Lescinsky venne sostituito da Ron Lipnicki (in seguito negli Overkill) e con lui realizzarono il disco The Downside, in seguito al quale si esibirono al Wacken Open Air con il ritorno del bassista Jimmy Schulman.
A giugno dell'anno seguente uscì il loro sesto album, ma alcuni mesi dopo i membri della band si divisero nuovamente per dedicarsi ad altri progetti musicali.

### 2004
Nel 2004 siglarono un accordo con la Mausoleum Records per la pubblicazione della raccolta Nothing Succeeds like Success del 2005, un doppio CD contenente i primi due album e tre bonus track tra cui l'inedita Thinktank registrata per l'occasione.

### 2009-oggi
Nel 2009 si riunirono con il batterista Tom Coombs e con Scott LePage alla chitarra, per poi esibirsi l'anno successivo in un paio di concerti, tra cui il festival Keep It True in Germania.

Nel 2011 annunciarono il ritorno di Ed Fuhrman al posto di LePage e l'arrivo del bassista Kevin Bolembach, già compagno di Dan Lorenzo nei Non-Fiction; inoltre dichiararono di voler pubblicare un DVD intitolato Live In Germany contenente materiale tratto dai concerti del 2000 a Wacken e del 2010 al Bang Your Head!!!.

L'anno seguente, in occasione del venticinquesimo anniversario del disco d'esordio, avrebbero dovuto partecipare all'Headbangers Open Air ma l'esibizione venne in seguito annullata da Dan Lorenzo, il quale ritenne di non avere tempo sufficiente per prepararsi adeguatamente all'evento in cui avrebbe dovuto suonare i vecchi pezzi tecnicamente complicati.

## Formazione

### Formazione attuale
- Alan Tecchio – voce (1985-1989, 1991, 1994, 1998-2002, 2004, 2009-oggi)
- Dan Lorenzo – chitarra (1978-1989, 1991, 1994, 1998-2002, 2004, 2009-oggi)
- Ed Fuhrman – chitarra (1987-1989, 1991, 1994, 1998-2002, 2004, 2011-oggi)
- Kevin Bolembach – basso (2011-oggi)
- Tom Coombs – batteria (1982-1989, 1991, 1994, 2009-oggi)

### Ex componenti
- Anthony Vitti – basso (1982)
- Lou Ciarlo – basso (1983-1984)
- Jimmy Schulman – basso (1985-1989, 1991, 2000-2002, 2004, 2009-2011)
- Dave Lescinsky – batteria (1998-2000)
- Ron Lipnicki – batteria (2000-2002, 2004)
- Joe Casili – chitarra (1982-1984)
- Scott LePage – chitarra (1985-1987, 2009-2011), basso (1994, 1998-2000)
- Paul Smith – voce (1982-1984)

## Discografia

### Album in studio
- 1987 - Resisting Success
- 1988 - If at First You Don't Succeed...
- 1995 - Exist to Resist
- 1999 - $avior$elf
- 2000 - The Downside
- 2001 - DamNation

### Album dal vivo
- 1991 - Live on Location

### Raccolte
- 1998 - The Lost Fox Studio Sessions
- 2002 - 1982 - 2002
- 2005 - Nothing Succeeds like Success

### Singoli
- 1982 - Deliver Us from Evil
- 1985 - The Cross

### Split
- 1984 - Born to Metalize (Megaforce Records)
- 1985 - Metal Massacre VI (Metal Blade)

## Videografia
- 2009 - Bootlegged In Boston 1988
- 2011 - Re-United & Re-Ignited